# История Мэттью Шепарда
«История Мэттью Шепарда» (англ. The Matthew Shepard Story) — телефильм, основанный на реальных событиях, режиссёра Роджера Споттисвуда.

## Сюжет
Фильм построен как воспоминания о жизни Мэттью Шепарда, который был жестоко убит на почве ненависти к гомосексуалам. Обвиняемым грозит смертный приговор, и прокурор просит родителей выступить перед судом с рассказом об убитом сыне. Вспоминая о Мэттью и готовясь к слушанию, они понимают, что таким образом проблему ненависти к геям не решить, и в день суда просят не выносить преступникам смертный приговор.

## В ролях
| Актёр            | Роль             |
| ---------------- | ---------------- |
| Стоккард Чэннинг | Джуди Шепард     |
| Шейн Майер       | Мэттью Шепард    |
| Кристен Томсон   | Ромэйн Паттерсон |
| Сэм Уотерстон    | Деннис Шепард    |
| Яни Геллман      | Пабло            |
| Филип Эддоллс    | Аарон МакКини    |
| Пол Роббинс      | Рассел Хендерсон |
| Венди Крюсон     | Сара             |

## Награды
- 2002 — «Эмми» — Лучшая актриса второго плана в мини-сериале или фильме (Стоккард Чэннинг)[2]
- 2002 — «Gemini Awards» — Лучшая музыка к фильму или мини-сериалу (Джефф Дэнна и Майкл Дэнна) и Лучший актёр второго плана в фильме или мини-сериале (Сэм Уотерстон)[2]
- 2003 — «Премия Гильдии киноактёров США» — Лучшая женская роль в телефильме или мини-сериале (Стоккард Чэннинг)[3]
- 2003 — «Screen Idol Award» на кинофестивале «Аутфест» — Лучший актёр (Шейн Майер)[4]

## Саундтрек
В фильме звучат следующие музыкальные композиции:
| №  | Название композиции  | Авторы / исполнители                           |
| -- | -------------------- | ---------------------------------------------- |
| 1  | «Matthew Songs»      | Джим Хафф / Джим Хафф                          |
| 2  | «El Burkan»          | Хосэм Рэмзи / Хосэм Рэмзи                      |
| 3  | «I Keep Holdin' On»  | Т. Леонард, А. Лерман                          |
| 4  | «Lonesome World»     | Пол Касс / Пол Касс                            |
| 5  | «Good Vibration»     | Младен Борозэк и Том Барлоу / Твигг            |
| 6  | «Naked in The Water» | Микаэла Фостер Марш / Микаэла Фостер Марш      |
| 7  | «Shine»              | Роб Гарндер / Electrostatic                    |
| 8  | «I Want You To Fall» | Моника Шредер / Моника Шредер                  |
| 9  | «Get You Some»       | авторы Роберт Дж. Уолш, Рон Чик, Денис Уинслоу |
| 10 | «Edge Of A Dream»    | Били Ливсей / Били Ливсей                      |
| 11 | «Who’ll Hold Ont»    | Адам Дэниэл / Адам Дэниэл                      |
| 12 | «American Triangle»  | Элтон Джон / Элтон Джон                        |
| 13 | «What Matters»       | Рэнди Дрисколл / Рэнди Дрисколл                |